# Ahafo Ano South District
Der Distrikt Ahafo Ano South liegt im Zentrum Ghanas in der Ashanti Region. Er grenzt innerhalb der Ashanti Region an die Distrikte Ahafo Ano North (westlich gelegen) und Atwima Mponua. Ferner grenzt er an die benachbarte Brong-Ahafo Region. Chief Executive des 1126 km² großen Distriktes mit ca. 85.936 Einwohnern (2006) ist Kwaku Obeng Boateng. Der Distrikt liegt nur etwa 32 Kilometer nordwestlich von Kumasi, der Hauptstadt der Region, an der Straße zwischen Kumasi und Sunyani.

## Geographie
Der Distrikt liegt auf dem Hochland von Aschanti auf einer Höhe zwischen 175 und 600 Metern über dem Meeresspiegel. Die größten Flüsse sind Mankran, Abu und Aboabo; der Abu ist dabei der größte der drei Flusssysteme und speist sich aus den Kwamisa-Hügeln (Kwamisa Hills). Der weit überwiegende Teil des Distrikts ist mit Regenwald bewachsen, in dem für die Forstwirtschaft und den Export wichtige Harthölzer wachsen, wie Wawa, Esa, Odum und Kokorudua. Im gesamten Distrikt sind sechs kleinere Forstreservate (Tinte, Opuro River, Kwamisa, Asufufu, Shelta Basin und Offin North) angelegt worden. Diese Reservate bedecken insgesamt eine Fläche von ca. 300 km².

## Verwaltung
Die Distriktversammlung (District Assembly) wurde erstmals im Jahr 1988 einberufen. Die Distriktversammlung setzt sich aus 42 gewählten und 18 ernannten Mitgliedern sowie dem Chief Executive des Distriktes zusammen. Auch das Parlamentsmitglied des Wahlkreises im Distrikt ist ein Mitglied der Distriktversammlung kraft Amtes (Ex-officio Member).
Die Distriktversammlung ist die höchste politische Körperschaft und wichtigste Verwaltungseinheit im Distrikt. Neben der Gesetzgebung hat die Versammlung die Durchführung der Gesetze und die Verwaltung inne. Wie in den Distrikten in der Regel üblich werden unter den Mitgliedern der Distriktversammlung Komitees gebildet. Diesen Komitees steht das Exekutive Komitee unter dem Vorsitz des Chief Executive vor und ist mit der Umsetzung und Koordination der Beschlüsse der Fachkomitees beauftragt. Im Ahafo Ano South Distrikt sind die Fachausschüsse für Finanzen, Soziales, Arbeit, Justiz und Sicherheit, Öffentlichkeitsarbeit, Entwicklungsplanung und Umwelt besetzt worden. Weitere 14 Dezernate sind mit der weitergehenden detaillierten Tagesarbeit betraut worden.
Die Distriktversammlung ist in zehn Gebietsräte (Area Councils) eingeteilt, die ihrerseits in 42 Wahlbereiche für die jeweiligen Sitze in der Distriktversammlung aufweisen, die durch Wahlen und nicht durch Ernennung besetzt werden.

## Wirtschaft

### Landwirtschaft
Innerhalb der Distriktgrenzen spielt die Landwirtschaft für die Mikroökonomie eine entscheidende Rolle. Etwa 62 Prozent der Beschäftigten arbeiten in der Landwirtschaft. Die Landwirte können auf fruchtbarem Boden wirtschaften. Es werden hauptsächlich Kakao, Zitrusfrüchte, Palmöl, Kochbananen, Yam, Mais und verschiedenes Gemüse wie Okra und Tomaten angebaut. Der Distrikt Ahafo Ano South ist der größte Kakaoproduzent der Region. Jährlich werden hier ca. 7500 Tonnen Kakao vor allem in den Anbaugebieten um Kunsu, Wioso und Mpasaso angebaut.
Der Distrikt ist der zweitgrößte Gemüseproduzent der Aschanti-Region. Ein großer Teil der Ernte wird auf den überregionalen Märkten in Accra, Kumasi und in anderen Städten Ghanas verkauft. Anzumerken ist jedoch ein Mangel an angemessenen Lagerkapazitäten, gerade auch für Frischwaren, die die Produktivität des Distriktes erheblich einschränken. In den letzten Jahren hat auch der Anbau von Reis erheblich zugenommen. Zumeist wird er zurzeit noch im Rahmen der Subsistenzwirtschaft angebaut und hat noch nicht den Stellenwert eines wichtigen Wirtschaftsgutes im Distrikt.
Insgesamt basiert beinahe der gesamte Landwirtschaftssektor im Distrikt auf der Subsistenzwirtschaft, die mit den traditionellen Anbaumethoden wie der Brandrodung erheblich zum Gebietsverlust des Regenwaldes beiträgt. Die durchschnittliche Anbaufläche liegt bei ein bis zwei Acre. Aufgrund überwiegend fehlender künstlicher Bewässerungssysteme hängt der Erfolg der Ernte im Distrikt wesentlich von unveränderten Regenfällen ab.
Auch Viehwirtschaft wächst in ihrer Bedeutung. Bereits heute haben die meisten Siedlungen nennenswerte Bestände an Geflügel, Schafen, Ziegen und (seltener) Rinder. Dieses Vieh wird ebenfalls in der Regel für den Eigenbedarf als Proteinlieferant gehalten. Im Distrikt ist, anders als beispielsweise im Nachbardistrikt Ahafo Ano North kein Veterinär im Einsatz, der den Gesundheitszustand des Viehbestandes kontrollieren und verbessern kann. Dieser Umstand hemmt zurzeit erheblich den Ausbau einer einkommensschaffenden Viehwirtschaft. Besonders die Haltung von Rindern wird aufgrund des dichten Waldbewuchses erheblich eingeschränkt.
Der Distrikt Ahafo Ano South ist einer von 21 Distrikten in Ghana, die sehr gute Grundlagen bieten für die Ansiedlung von Fischfarmen. Vor allem in den Gebietem um Dwinyama, Kunsu, Biemso I, Biemso II und Akwatiakrom sind zurzeit Orte mit bereits etablierten Fischfarmen. Insgesamt 25 Betriebe auf einem Gebiet von 4,29 Hektar sind zurzeit aktiv. Hauptsächlich werden Tilapia, Koboo (Schlangenkopf/Koboo) und Chrsialithys (Kontro) gezüchtet.
Im gesamten Landwirtschaftsbereich liegen die Hauptprobleme in der geringen Produktivität der Betriebe, dem Mangel an flächendeckender künstlicher Bewässerung, dem Fehlen von Kleinkreditgebern, dem Mangel an Lagerkapazitäten und der fehlenden Ausbildung der Landwirte hinsichtlich moderner Anbaumethoden. Auch die gegensätzlichen Interessen hinsichtlich des Erhalts des Regenwaldes und des Ausbaus einer flächenintensiven Landwirtschaft mit großen Feldflächen ist ein zunehmender Hemmschuh für die Weiterentwicklung der Landwirtschaft hin zu größeren und produktiveren Betrieben.
Bereits heute ist eine deutliche Verschlechterung der Wasserqualität zu verzeichnen, da einige Betriebe, insbesondere die der Gemüsebauern, durch die Verwendung von Chemikalien das Grundwasser gefährden. Insgesamt sind ca. 80 Prozent des Distriktes für den landwirtschaftlichen Anbau geeignet. Erst ca. 60 Prozent des nutzbaren Landes sind kultiviert. Der Widerstand gegen die eingerichteten Waldschutzgebiete wächst von Seiten der Landwirte, die hier weitere Flächen zum Anbau nutzen wollen.

### Forstwirtschaft
Illegaler Holzeinschlag dezimiert die langsam wachsenden Hartholzbestände des Distriktes erheblich. Vor allem in den Gebieten um Attakrom, Dwinyama, Wioso und Mpasaso sind die Auswirkungen des illegalen Holzeinschlags deutlich geworden. Auch Bambus ist neben den Harthölzern ein wichtiger Faktor der Holzwirtschaft.

### Bergbausektor
Im Distrikt sind Vorkommen von Gold, Bauxit, Mangan, Lehm und Sandsteinlagerstätten zu finden. Die Gebiete um Kunsu, Sabronum und Barniekrom gelten als Goldlagerstätten. In Kunsu, Dwinyama und Sabronum finden sich bereits traditionelle Minen aus der Zeit der vorkolonialen Königreiche. Dieser Wirtschaftszweig scheint in der Zukunft noch größere Ausbaumöglichkeiten zu bieten.
Bauxitlagerstätten sind in den Aya Hills und dem Gebiet um Mpasaso zu finden. Mangan findet man im Asirebuso Camp, einer Anlage ca. 5 Kilometer südlich von Mpasaso.

## Bevölkerung
Die Gesamtbevölkerung im Distrikt betrug 1984 81.828 Menschen. Im Jahr 2000 ergab eine Volkszählung eine Bevölkerung von 133.632 Einwohnern und eine jährliche Durchschnittszuwachsrate von 3,1 Prozent. Die Wachstumsrate übersteigt die Wachstumsrate der Region, die lediglich bei ca. 2,5 Prozent im Jahresdurchschnitt liegt. Diese Ergebnisse entsprechen einer von 3,7 Prozent bezogen auf die gesamte Aschanti-Region. Im Jahr 2006 sind nach aktuellen Hochrechnungen 160.495 Menschen in dem Distrikt wohnhaft. Von der Bevölkerung stellen Männer ca. 55,2 Prozent der Bevölkerung, Frauen 44,8 Prozent. Damit kommen 123,2 Männer auf 100 Frauen. Neben der hohen Geburtenrate bei niedriger Kindersterblichkeit ist vor allem die Zuwanderung in diesen Distrikt wesentlicher Faktor bei den Angaben zur Bevölkerungszahl.
Im gesamten Distrikt dominiert die ländliche Siedlungsweise. Etwa 48,2 Prozent der Gesamtbevölkerung des Distriktes leben in 20 größeren Siedlungsgebieten, vor allem entlang der größeren Straßen wie der Strecke Kumasi-Sunyani sowie der Strecke Mankranso-Tepa. Entlang dieser beiden Verbindungsstraßen lebt ein großer Teil der Gesamtbevölkerung des Distrikts. Von den ca. 160 Siedlungen im Distrikt weisen Sabronum, Adugyama und Mankranso eine Bevölkerung von mehr als 5000 Menschen auf. 25 weitere größere Siedlungen haben eine Bevölkerung von 1000 bis 5000 Personen.
In einem Durchschnittshaushalt des Distrikts leben sieben Menschen unter einem Dach, der Landesdurchschnitt liegt bei fünf Personen in einem Haushalt. Von den Haushalten im Distrikt leben 54,8 Prozent, also ca. 100.530 in eigenen Häusern, 35,2 Prozent der Haushalte wohnen zur Miete oder in kostenfrei zur Verfügung gestellten Unterkünften von Verwandten.

### Energiequellen und Wasser
Von den Haushalten des Distriktes verfügen 92 Prozent lediglich über Kerosinlampen als Lichtquelle, 6 Prozent der Haushalte sind an die elektrischen Netze angeschlossen, und 2 Prozent verwenden andere Lichtquellen. Die Hauptenergiequelle beim Kochen stellt in den Haushalten des Distrikts das Holz aus den angrenzenden Wäldern dar. Über 90 Prozent der Haushalte hängen vom Holz als Energiequelle ab, 10 Prozent greifen auf andere Energiequellen zurück.
Insgesamt 1,7 Prozent der Haushalte haben Zugang zu Frischwasserleitungen, 55 Prozent der Haushalte nutzen Brunnen für die Wasserversorgung. Die Verbleibenden 43,3 Prozent der Haushalte decken ihre Wasserversorgung aus natürlichen Wasserquellen wie Flüssen, Bächen oder Teichen. Nur 0,7 Prozent der Haushalte verfügen über Toiletteneinrichtungen. Zumeist werden diese Toiletten gemeinsam mit einer kleinen Nachbarschaft genutzt. Über 90 Prozent der Haushalte sind daher auf öffentlichen Toiletten angewiesen, die relativ flächendeckend im stark bewohnten Teil des Distrikts bestehen. Ca. 9,3 Prozent der Bevölkerung hat keinerlei Zugang zu Toiletteneinrichtungen.

### Alter und Geschlechtsstruktur
Von der Gesamtbevölkerung entfallen auf die Altersgruppe zwischen 0 und 14 Jahren 47 Prozent und folglich die größte Bevölkerungsgruppe. In die Altersgruppe der 15- bis 59-jährigen wirtschaftlich produktiven Bevölkerung sind 40,5 Prozent einzuordnen, über 60 Jahre sind insgesamt 12,5 Prozent der Einwohner des Distrikts.

## Bildungssektor
Im Distrikt werden 89 Grundschulen, 48 Junior Secondary Schools und eine Senior Secondary School in Mankranso geführt. Wesentliches Problem der Erziehung ist der Mangel an ausgebildetem Personal, insbesondere im Vorschulbereich wie den Kindergärten.
Insgesamt weisen alle Gemeinden mit einer Einwohnerzahl über 500 eine Grundschule auf. Trotz der Grundschulen ist ein gewisser Anteil der Kinder im Schulalter nicht eingeschult. In den Grundschulen sind 389 Lehrer tätig, von denen 72 Prozent eine angemessene Ausbildung vorweisen können. Durchschnittlich entfallen auf einen Lehrer 34 Schüler in der Grundschule, der Landesdurchschnitt liegt bei 35 Schulkindern.
Im Bereich der Junior Secondary School betrug die Einschulungsrate im Jahr 2001 etwa 39 Prozent. Von diesen Schülern sind nur 7 Prozent Mädchen. Auf einen Lehrer an der Junior Secondary School entfallen durchschnittlich 20 Schüler im Vergleich zum Landesdurchschnitt von 25 Schülern. An der einzigen Senior Secondary School im Distrikt in Mankranso sind 18 Lehrer tätig. Hier entfallen auf einen Lehrer durchschnittlich 25 Schüler, der nationale Durchschnitt liegt bei 20:1. Damit ist der Ahafo Ano South District der Distrikt mit der schlechtesten Versorgung an höherer Bildung in der gesamten Aschanti-Region.

## Wahlkreise
Im Distrikt Ahafo Ano South ist nur ein gleichnamiger Wahlkreis ausgewiesen. Bei den letzten Wahlen zum Parlament im Jahr 2004 wurde Stephen Kwaku Balado Manu von der New Patriotic Party (NPP) als Direktkandidat des Wahlkreises in das ghanaische Parlament gewählt.

## Wichtige Ortschaften in Ahafo Ano North
| - Biemso I - Mpassaso II - Mpasaso I Hwbaa - Nsuta - Biemso II - Potrikrom - Aburaso | - Fawomang - Adadekrom - Asuadei - Subriso - Dwinyama - Mankranso | - Ahwerewam - Domiabra - Kunsu - Abesewa - Pokukrom |